# Sebastian Stalder
Sebastian Stalder (Wald, 19 januari 1998) is een Zwitsers biatleet. Hij vertegenwoordigde zijn land op de Olympische Winterspelen 2022 in Peking.

## Carrière
Op 15 maart 2018 maakte Stalder zijn debuut in de wereldbeker als junior op de 10 km sprint in Oslo-Holmenkollen met een 82ste plaats. Dat was meteen ook het enige event op het hoogste niveau in het seizoen 2017/2018. Bij de junioren won Stalder in het seizoen 2018/2019 een 2de plaats in de eindstand van de junioren wereldbeker. Het seizoen daarop pakte hij brons op de Wereldkampioenschappen biatlon junioren 2020 in Lenzerheide op het individuele nummer.
Voor zijn eerste punten in de wereldbeker moest Stalder wachten tot 2 december 2021 toen hij in de sprint in Östersund (stad) 22ste werd. Datzelfde seizoen nam hij ook deel aan de Olympische Winterspelen, waar hij, samen met Amy Baserga, Lena Haecki-Gross en Benjamin Weger, een achtste plaats behaalde in de gemengde estafette wat hem een Olympisch diploma opleverde. 
Het seizoen 2020/2023 veroverde Stalder zijn eerste top-10 plaatsen in wereldbeker in de 15 km massastart in Annecy-Le Grand-Bornand, waar hij 8ste werd. Ook nam hij dat seizoen voor het eerst deel aan de wereldkampioenschappen biatlon in Oberhof. Samen met Jeremy Finello, Niklas Hartweg en Serafin Wiestner behaalde daar hij een 6de plaats in de 4×7,5 km estafette. Op het einde van het seizoen behaalde Stalder door onder meer door zes top-10 plaatsen een 17de plaats in de algemene klassering van de wereldbeker. Bovendien werd hij ook derde in de U25-eindstand en 5de in de massastart disciplinecup.

## Resultaten

### Olympische Winterspelen
| Jaar | Plaats | Onderdeel   | Onderdeel | Onderdeel     | Onderdeel  | Onderdeel | Onderdeel          |
| Jaar | Plaats | Individueel | Sprint    | Achtervolging | Massastart | Estafette | Gemengde estafette |
| ---- | ------ | ----------- | --------- | ------------- | ---------- | --------- | ------------------ |
| 2022 | Peking | 53e         | 27e       | 36e           | –          | 12e       | 8e                 |

### Wereldkampioenschappen
| Jaar | Plaats  | Onderdeel   | Onderdeel | Onderdeel     | Onderdeel  | Onderdeel | Onderdeel          | Onderdeel           |
| Jaar | Plaats  | Individueel | Sprint    | Achtervolging | Massastart | Estafette | Gemengde estafette | Single- Mixed-relay |
| ---- | ------- | ----------- | --------- | ------------- | ---------- | --------- | ------------------ | ------------------- |
| 2023 | Oberhof | 16e         | 37e       | DNS           | 7e         | 6e        | 7e                 | –                   |

### Wereldkampioenschappen junioren
| Jaar | Plaats         | Onderdeel   | Onderdeel | Onderdeel     | Onderdeel |
| Jaar | Plaats         | Individueel | Sprint    | Achtervolging | Estafette |
| ---- | -------------- | ----------- | --------- | ------------- | --------- |
| 2018 | Otepää         | 15e         | 20e       | 20e           | 9e        |
| 2019 | Brezno-Osrblie | 5e          | 21e       | 18e           | 9e        |
| 2020 | Lenzerheide    | Brons       | 25e       | 15e           | 5e        |

### Wereldbeker
Eindklasseringen
| Seizoen   | Algemeen | Individueel | Sprint | Achtervolging | Massastart |
| --------- | -------- | ----------- | ------ | ------------- | ---------- |
| 2017/2018 | –        | –           | –      | –             | –          |
| 2019/2020 | –        | –           | –      | –             | –          |
| 2020/2021 | –        | –           | –      | –             | –          |
| 2021/2022 | 40e      | 40e         | 33e    | 52e           | 46e        |
| 2022/2023 | 17e      | 16e         | 26e    | 22e           | 5e         |

## Exterene Links
(en) Profiel van Sebastian Stalder op de site van de IBU
(en) Profiel van Sebastian Stalder op realbiatlon.com
(de) Persoonlijke site van Sebastian Stalder